# 三肋菘蓝
三肋菘蓝（学名：Isatis costata）为十字花科菘蓝属下的一个种。